# Faker
Лі Сан Хьок (кор. 이상혁 нар. 7 травня 1996, Сеул, Республіка Корея), більш відомий під своїм нікнеймом Faker, — корейський професійний гравець в League of Legends, який виступає за команду SK Telecom T1 з 2013 року на позиції гравця центральної лінії. За його участю команда вигравала чемпіонати світу в 2013, 2015, 2016, 2023 та захистили титул у 2024 році, а також турніри Mid-Season Invitational у 2016 і 2017 роках. Станом на 2020 рік, за свою кар'єру Faker заробив понад 1 250 000 доларів призових.

## Біографія
Лі Сан Хьок почав грати в League of Legends у школі під ніком GoJeonPa. До початку 2013 року він став кращим гравцем у внутрішньоігровому рейтингу на корейському сервері. Навесні 2013 року команда SK Telecom T1 відкрила другий склад по League of Legends і запросила у нього Лі Сан Хьока, який зі стартом своєї кіберспортивної кар'єри змінив нік на Faker.
У свій перший кіберспортивний сезон Faker в складі нової команди дійшов до півфіналу корейського регіонального чемпіонату. У наступному сезоні команда SK Telecom T1 дійшла до чемпіонату світу і вийшла з нього переможницею. У 2014 році багато корейських гравців переходили в китайські команди; Лі Сан Хьок отримав пропозицію з гонораром близько 1 мільйона доларів, однак відхилив її й залишився в Кореї.
До кінця 2016 року команда SK Telecom T1 була вже триразовим чемпіоном світу.
На початку 2020 року Faker став співвласником компанії T1 Entertainment & Sports. Він сподівається продовжити працювати в ній після того, як завершить свою кар'єру гравця.

## Стиль гри
Faker грає більш ніж на 30 чемпіонів на професійному рівні. Він вважає своєю головною силою розуміння ходу гри й знання тактики, коли час змагатися, а коли краще відступити, яке він може застосовувати незалежно від обраного чемпіона.

## Визнання
Лі «Faker» Сан Хьок є кіберспортсменом року за версією The Game Awards 2017. Він також номінувався на цю нагороду в 2015, 2016 і 2019 роках, проте переможцями стали Кенні «KennyS» Шруб, Марсело «coldzera» Давід і Кайл «Bugha» Ґірсдорф відповідно.
Faker також є багаторазовим лауреатом нагород KeSPA eSports Awards. Так, в 2015 році він виграв в номінації «Кращий гравець в League of Legends», став одним з гравців, що отримали нагороду «Найпопулярніший гравець в League of Legends», а також отримав кіберспортивну нагороду року. Ті ж самі нагороди він отримав і в 2016 році.
У 2019 Лі Сан Хьок був внесений до списку 30 Under 30 Asia 2019: Entertainment & Sports журналу Forbes.
За свою кар'єру Faker заробив понад 1 250 000 доларів призових.

## Досягнення
| Рік  | Команда         | Турнір                                                      | Результат   |
| ---- | --------------- | ----------------------------------------------------------- | ----------- |
| 2013 | SK Telecom T1   | OLYMPUS Champions Spring 2013                               | 3 місце     |
| 2013 | SK Telecom T1   | AMD-INVEN GamExperience                                     | 3 місце     |
| 2013 | SK Telecom T1   | HOT6iX Champions Summer 2013                                | 1 місце     |
| 2013 | SK Telecom T1   | Korea Regional Finals Season 3                              | 1 місце     |
| 2013 | SK Telecom T1   | Season 3 World Championship                                 | 1 місце     |
| 2014 | SK Telecom T1 K | PANDORA.TV Champions Winter 2013—2014                       | 1 місце     |
| 2014 | SK Telecom T1 K | HOT6iX Champions Spring 2014                                | 5 — 8 місце |
| 2014 | SK Telecom T1 K | League of Legends All-Star Invitational 2014                | 1 місце     |
| 2014 | SK Telecom T1 K | bigfile NLB Spring 2014                                     | 3 місце     |
| 2014 | SK Telecom T1   | SKT LTE-A LoL Masters 2014                                  | 2 місце     |
| 2014 | SK Telecom T1 K | IT ENJOY NLB Summer 2014                                    | 1 місце     |
| 2014 | SK Telecom T1 K | HOT6iX Champions Summer 2014                                | 5 — 8 місце |
| 2014 | SK Telecom T1 K | Korea Regional Finals Season 4                              | 2 місце     |
| 2015 | SK Telecom T1   | SBENU Champions Korea Spring 2015                           | 1 місце     |
| 2015 | SK Telecom T1   | League of Legends Mid-Season Invitational 2015              | 2 місце     |
| 2015 | SK Telecom T1   | SBENU Champions Korea Summer 2015                           | 1 місце     |
| 2015 | SK Telecom T1   | Season 5 World Championship                                 | 1 місце     |
| 2015 | SK Telecom T1   | League of Legends KeSPA Cup 2015                            | 3 — 4 місце |
| 2015 | LCK             | League of Legends All-Star 2015                             | 1 місце     |
| 2016 | SK Telecom T1   | Intel Extreme Masters Season X — World Championship         | 1 місце     |
| 2016 | SK Telecom T1   | League of Legends Champions Korea Spring 2016               | 1 місце     |
| 2016 | SK Telecom T1   | League of Legends Mid-Season Invitational 2016              | 1 місце     |
| 2016 | SK Telecom T1   | Coca-Cola Zero League of Legends Korea Summer Playoffs 2016 | 3 місце     |
| 2016 | SK Telecom T1   | Season 6 World Championship                                 | 1 місце     |
| 2016 | SK Telecom T1   | League of Legends KeSPA Cup 2016                            | 3 — 4 місце |
| 2016 | LCK             | League of Legends All-Star 2016                             | 2 місце     |
| 2017 | SK Telecom T1   | League of Legends Champions Korea Spring 2017               | 1 місце     |
| 2017 | SK Telecom T1   | League of Legends Mid-Season Invitational 2017              | 1 місце     |
| 2017 | SK Telecom T1   | League of Legends Rift Rivals 2017 LCK-LPL-LMS              | 2 місце     |
| 2017 | SK Telecom T1   | League of Legends Champions Korea Summer 2017               | 2 місце     |
| 2017 | SK Telecom T1   | Season 7 World Championship                                 | 2 місце     |
| 2017 | SK Telecom T1   | League of Legends KeSPA Cup 2017                            | 3 — 4 місце |
| 2017 | LCK             | League of Legends All-Star 2017                             | 3 — 4 місце |
| 2018 | SK Telecom T1   | League of Legends Champions Korea Spring 2018               | 4 місце     |
| 2018 | SK Telecom T1   | League of Legends Rift Rivals 2018 LCK-LPL-LMS              | 2 місце     |
| 2018 | SK Telecom T1   | League of Legends Champion Korea Summer 2018                | 7 місце     |
| 2018 | South Korea     | 2018 Jakarta Palembang Asian Games                          | 2 місце     |
| 2018 | SK Telecom T1   | Korea Regional Finals 2018                                  | 4 місце     |
| 2018 | Team East       | League of Legends All-Star 2018                             | 1 місце     |
| 2018 | SK Telecom T1   | League of Legends KeSPA Cup 2018                            | 5 — 8 місце |
| 2019 | SK Telecom T1   | Woori Bank League of Legends Champions Korea Spring 2019    | 1 місце     |
| 2019 | SK Telecom T1   | League of Legends Mid-Season Invitational 2019              | 3 — 4 місце |
| 2019 | SK Telecom T1   | League of Legends Rift Rivals 2019 LCK-LPL-LMS-VCS          | 1 місце     |
| 2019 | SK Telecom T1   | League of Legends Champions Korea Summer 2019               | 1 місце     |
| 2019 | SK Telecom T1   | Season 9 World Championship                                 | 3 — 4 місце |
| 2019 | LCK             | League of Legends All-Star 2019                             | 1 місце     |
| 2020 | T1              | League of Legends KeSPA Cup 2019                            | 3 — 4 місце |
| 2020 | T1              | League of Legends Champions Korea Spring 2020               | 1 місце     |
| 2020 | T1              | 2020 Mid-Season Cup                                         | 7 — 8 місце |
| 2020 | T1              | League of Legends Champions Korea Summer 2020               | 5 місце     |
| 2020 | T1              | Korea Regional Finals 2020                                  | 2 місце     |